# Domnall mac Áedo
Domnall mac Áedo († janvier 642) Ard ri Érenn de 628/635 à 642. Domnall mac Áedo est aux yeux des moines d'Iona, l'exacte contrepartie du roi Oswald de Northumbrie († 642), car tous deux ont été choisis pour être les sujets d'une bénédiction prophétique de saint Columba. On l'identifie habituellement avec le « Domnall» du Baile Chuinn Chétchathaig

## Origine
Domnall mac Áedo est le fils d'Áed mac Ainmerech Ard ri Érenn issu du Cenél Conaill des Uí Neill du Nord et de son épouse Lann fille d’Áed Guaire Uí Meic Cáirthinn.
Domnall est un parent lointain de saint Colomba le fondateur du monastère d’Iona et de son biographe et neuvième successeur Adomnán. Adomnán dans son récit indique que Domnall a été présenté à Columba sur le Ridge de Cet par ses parents nourriciers, probablement à l'occasion de la rencontre royale entre son père, 
Áed mac Ainmerech, Áedán mac Gabráin, roi de Dál Riata, et sans doute les autres participants à la Convention ou synode de Druin Cett en 575 et y aurait été béni par saint Colomba lui-même. Colomba donne sa bénédiction à la manière d'un patriarche ou d'un prophète de l'Ancien Testament:
«  Ce garçon, à la fin enterrera tous ses frères, et sera un roi très célèbre »
— Adomnán  Vie de Saint Colomba. Chapitre VIII §
Domnall réalisera même l'exploit, aussi remarquable que rare chez les rois irlandais, de mourir en paix dans sa maison et dans son propre lit. Les Chroniques d'Irlande, qui pour cette époque dérivent des annales composées à Iona, lui donnent le titre de « Roi d'Irlande » lors de sa mort en 642, une inhabituelle et probablement intentionnelle variante laudative de roi de Tara c'est-à-dire « Haut-Roi d'Irlande » ou en gaélique : Ard ri Erenn.   Pourtant Domnall n'obtient cette distinction qu'à la fin de sa carrière et au moyen de plusieurs combats très durs.

## Roi du Cenél Conaill
Domnall devient le chef du Cenél Conaill en 615 après la défaire et la mort de son frère Máel Coba mac Áedo devant Suibne Menn le représentant du Cenél nEógain lignage conçurent des Uí Neill du Nord
Suibne Menn est un roi énergique qui obtient rapidement la position d'Ard ri Erenn. En 628 Domnall est défait par Suibne Menn ; mais la même année la position de Domnall est renforcée par une intervention extérieure lorsque Suibne Menn est tué par Congal Cáech, le roi des Cruithni et de la province d'Ulaid.  

## Ard ri Érenn
Après la mort de Suibne Menn tué au combat par Congal Cáech mac Scandal roi d’Ulaid, Domnall par son expédition au Leinster démontre sa volonté de prendre le titre d'Ard ri Erenn. Il doit toutefois faire face, à son tour, aux prétentions hégémoniques du puissant roi d’Ulaid issu du Dál nAraidi. Dans l'année suivante en 629 il défait Congal Cáech dans un combat livré à la bataille de Dun Ceithirn à l'ouest de Coleraine, près des frontières de Congal. 
Adomnán, dans sa Vie de Columba, se réfère à cette bataille comme à une victoire des Uí Néill sur les Cruithni, ce qui semble signifier que Domnall n'était pas encore accepté comme roi des Uí Néill. Dans les années suivantes l'unité des Uí Néill s'effondre lorsque le conflit avec le Cenél nÉogain renait en 630 et qu'un autre éclate parmi les Uí Néill du Sud en 634.  
Cette situation permet sans doute à Congal Cáech de prendre le titre d'Ard ri Erenn jusqu'en 635, la fin du différend entre les Uí Néill du Sud permet au roi de Brega de s'allier avec Domnall afin tout d'abord de chasser Congal Cáech de sa position de Haut-Roi.  . 
Congal Cáech constitue alors une vaste alliance contre l’Ard ri Érenn et son clan qui inclut outre les rivaux traditionnels du Cenél nEógain, le double royaume irlando-écossais de Dál Riata qui à la suite de la convention de Druin Cett était considéré par le Cenél Conaill comme un vassal.  
Domnall mac Áedo bénéficie l’appui sans faille du Cenél Conaill et de son neveu Conall Cóel mac Máel Coba mac Áedo qui prend le commandement de ses armées.
En 637, les forces des coalisés sont battues sur mer lors d’un combat naval au large du Sailtir (Kintyre) en Écosse puis sur terre à la bataille de Magh Rath c'est-à-dire Moira dans l'actuel comté de Down au cours de laquelle Congal Cáech est tué et son beau-frère Domnall Brecc roi de Dál Riata mis en fuite. Les conséquences de ce combat sont très importantes puisqu’il marque à la fois :
- La fin définitive de l’influence du royaume d’Ulaid dans la moitié nord de l’Irlande (Leth Cuinn) du fait notamment de la montée en puissance du royaume fédéral d’Airgíalla.

- La perte pour le Dál Riata de ses provinces irlandaises et le début pour la partie écossaise du royaume d’un affaiblissement qui durera jusqu’au règne de Ferchar Fota à la fin du siècle.

Domnall mac Áedo poursuit son règne pacifiquement et meurt après une maladie d'un an à Ard Fothadh en Tir Aedha à la fin janvier 642. Il aura pour successeurs conjoints ses deux neveux Conall Cóel († 654) et Cellach († 658). Cette mort naturelle et le fait que la succession soit exceptionnellement assurée par deux héritier directs du Cenél Conaill donnent la dimension de la puissance acquise par l’Ard ri Érenn Domnall mac Áedo que les annales nomment d’ailleurs « rex Hiberniae » au lieu de roi de Temair.

## Union et descendance
Domnall avait épousé, selon le Ban-Shenchus, une certaine Duinsech († 639) dont les origines restent obscures et une princesse d’Osraige. On ne connait pas le nom de la mère des cinq fils qui lui sont attribués par les généalogies :
- Oengus († 650)[8] père de l’Ard ri Érenn Loingsech mac Oengusso
- Conall († 663)[9]
- Colcu (†  663)[9]
- Fergus Fanat († (654)[10] père de l’Ard ri Érenn Congal Cennmagar
- Ailill Flann Esa († 666)[11]

## Sources
- (en) T. M. Charles-Edwards « Domnall mac Áeda (d. 642) », Oxford Dictionary of National Biography, Oxford University Press, 2004.
- (en) Edel Bhreathnach, Editor Four Courts Press for The Discovery Programme Dublin (2005)  (ISBN 1851829547) The kingship and landscape of Tara. p. 197-198,  Le Cenél Conaill Table 6 p. 350-351.
- (en) T.W Moody, F.X. Martin, F.J. Byrne A New History of Ireland IX Maps, Genealogies, Lists. A companion to Irish History part II . Oxford University Press réédition 2011  (ISBN 9780199593064).
- (en) Dictionary of Irish Biography article de  Ailbhe Mac Shamhrain, Domnall
- Annales d'Ulster